# 장령부
장령부(长岭府)는 발해 시기 설치된 부이다. 인근에 있는 '장령'에서 이름을 따와 장령부가 설치되었다. 현재 지린성 화뎬 시 소밀성으로 비정되고 있다.
현재 화뎬 시, 판스 시, 후이난 현, 둥펑 현, 메이허커우 시, 류허 현, 신빈 만족 자치현, 징위 현일대에 설치된 것으로 보이며, 발해가 요동을 차지했다는 설을 제시할 때 대체로 요동반도를 이 부가 통치하는 지도가 나온다.

## 속주
하주(瑕州): 진위푸는 장령부의 치소로 현재 화뎬시 소밀성으로 추정했다.
하주(河州): 지린성 메이허커우 시서남부 산성진으로 추정되며, 진위푸는 하이롱 현일대로 추정했다.

## 연혁
본래 고구려의 고지였다. 발해 대에 장령부가 설치되었으나, 발해 멸망 이후 하주(河州)외에 모두 폐지되었고, 남은 하주도 요나라 말엽에 폐지되었다.